# Günther Hönn
Günther Hönn (* 7. August 1939 in Jena) ist ein deutscher Rechtswissenschaftler.

## Leben
Hönn studierte Rechtswissenschaften und legte 1968 seine zweite juristische Staatsprüfung ab. Im folgenden Jahr promovierte er in Frankfurt über die Anwendbarkeit des Artikel 86 EWG-Vertrag bei Kartellen und vertikalen Wettbewerbsbeschränkungen. Von 1969 bis 1973 leitete er die Rechtsabteilung von Lever-Sunlicht (Unilever) in Hamburg. Anschließend war er als wissenschaftlicher Mitarbeiter (bis 1979) und Hochschulassistent an der Johannes Gutenberg-Universität Mainz tätig. Ebenda habilitierte er sich im Jahr 1980 mit der Schrift Kompensation gestörter Vertragsparität.
Nach einer Vertretungsprofessur in Berlin und einer Professur auf Zeit in Mainz nahm Hönn 1982 einen Ruf an die FU Berlin an. Im Jahr 1984 wurde er Professor für Bürgerliches Recht, Handels-, Wirtschafts- und Arbeitsrecht an der Universität des Saarlandes. Dort war er 1991 Vizepräsident für Lehre und Studium und bekleidete von 1992 bis 2000 das Amt des Universitätspräsidenten. Anschließend nahm er die Tätigkeit an seinem Lehrstuhl wieder auf. Im Jahr 2004 trat er in den Ruhestand. Er lehrte dann bis 2014 weiter. In der Forschung ist er immer noch aktiv.

## Veröffentlichungen
- Die Anwendbarkeit des Artikel 86 EWG-Vertrag bei Kartellen und vertikalen Wettbewerbsbeschränkungen. Frankfurt 1969.
- Kompensation gestörter Vertragsparität. Ein Beitrag zum inneren System des Vertragsrechts. Beck, München 1982. ISBN 3-406-08733-7.
- Fälle und Lösungen nach höchstrichterlichen Entscheidungen. Wettbewerbs- und Kartellrecht. C.F. Müller, Heidelberg 1988. ISBN 3-8114-1188-8.
- (Hrsg.:) Festschrift für Alfons Kraft zum 70. Geburtstag. Luchterhand, Neuwied/Kriftel 1998. ISBN 3-472-03617-6.
- Privatautonomie von innen und außen – Zur Materialisierungsdebatte im Vertragsrecht. In: JZ 2021, S. 693–701.

Außerdem zahlreiche Aufsätze, Abhandlungen, Gesetzeskommentierungen und Urteilsanmerkungen.